# Étoile Carouge Football Club 2017-2018
Questa voce raccoglie le informazioni riguardanti l'Étoile Carouge Football Club nelle competizioni ufficiali della stagione 2017-2018.

## Stagione
Nella stagione 2017-2018 l'Etoile Carouge, allenato da Jean-Michel Aeby, concluse il campionato di 1ª Lega al 7º posto.

## Rosa
| N. |                               | Ruolo | Calciatore       |
| -- | ----------------------------- | ----- | ---------------- |
| 1  | Portogallo (bandiera)         | P     | Vincent Simoes   |
| 2  | Italia (bandiera)             | D     | Nunzio Staffieri |
| 3  | Ghana (bandiera)              | D     | Melvin Ackun     |
| 4  | Svizzera (bandiera)           | D     | Ludovic Reymond  |
| 5  | Tunisia (bandiera)            | D     | Ferid Matri      |
| 6  | Svizzera (bandiera)           | C     | Tibert Pont      |
| 7  | Macedonia del Nord (bandiera) | C     | Burim Avdulahi   |
| 8  | Svizzera (bandiera)           | C     | Giulio Imbriaco  |
| 9  | Svizzera (bandiera)           | A     | Dylan Dugourd    |
| 10 | Portogallo (bandiera)         | C     | Mario Machado    |
| 11 | Svizzera (bandiera)           | A     | Iñaki Fernandez  |
| 12 | Svizzera (bandiera)           | C     | Rolling Iyeti    |
| 13 | Algeria (bandiera)            | A     | Hamza Kari       |
| 14 | Svizzera (bandiera)           | C     | Mergim Ferati    |
| 15 | Svizzera (bandiera)           | C     | Bastien Beuchat  |
| 16 | Svizzera (bandiera)           | D     | Romain Kursner   |
| 16 | Svizzera (bandiera)           | C     | Zeki Amdouni     |

| N. |                     | Ruolo | Calciatore        |
| -- | ------------------- | ----- | ----------------- |
| 16 | Angola (bandiera)   | C     | Henrique Soares   |
| 17 | Algeria (bandiera)  | C     | Amine Feghouli    |
| 17 | Senegal (bandiera)  | C     | Alioune Ndiaye    |
| 18 | Svizzera (bandiera) | P     | Christophe Guedes |
| 19 | Svizzera (bandiera) | D     | Alexandre Veuthey |
| 20 | Francia (bandiera)  | C     | Karim Robin       |
| 21 | Svizzera (bandiera) | C     | Ruben Fernandez   |
| 22 | Svizzera (bandiera) | D     | Damien Vanzo      |
| 23 | Kosovo (bandiera)   | A     | Enis Alaj         |
| 24 | Camerun (bandiera)  | D     | Albin Oyono       |
| 25 | Tunisia (bandiera)  | A     | Iheb Ben Farhat   |
| 25 | Svizzera (bandiera) | A     | Benjamin Besnard  |
| 26 | Svizzera (bandiera) | P     | Christian Liviero |
|    | Svizzera (bandiera) | P     | Jeson Eyer        |
|    | Svizzera (bandiera) | D     | Fabio Schmocker   |
|    | Algeria (bandiera)  | A     | Abed Haouhache    |

## Organigramma societario
Area tecnica
- Allenatore: Jean-Michel Aeby
- Allenatore in seconda:
- Preparatore dei portieri:
- Preparatori atletici:

## Calciomercato

### Sessione estiva
| Acquisti | Acquisti          | Acquisti            | Acquisti |
| R.       | Nome              | da                  | Modalità |
| -------- | ----------------- | ------------------- | -------- |
| P        | Christian Liviero | Genolier-Begnins    |          |
| A        | Dylan Dugourd     | Lancy               |          |
| A        | Hamza Kari        | Servette U21        |          |
| A        | Sada Bocar M'Baye | Signal              |          |
| C        | Bastien Beuchat   | Lancy               |          |
| C        | Mergim Ferati     | Losanna U21         |          |
| C        | Ruben Fernandez   | Stade Nyonnais      |          |
| D        | Romain Kursner    | Servette            |          |
| D        | Albin Oyono       | Losanna U21         |          |
| D        | Manssour Thiam    | CS Interstar Genève |          |

| Cessioni | Cessioni            | Cessioni     | Cessioni |
| R.       | Nome                | a            | Modalità |
| -------- | ------------------- | ------------ | -------- |
| C        | Adler da Silva      | Servette U21 |          |
| D        | Sinclair Baddy Dega | Losanna U21  |          |
| P        | Cyril Dumont        | Lancy        |          |
| C        | Loris Mettler       | Losanna U21  |          |
| C        | Sebastien Ratcliff  | Servette U21 |          |

### Sessione invernale
| Acquisti | Acquisti          | Acquisti       | Acquisti |
| R.       | Nome              | da             | Modalità |
| -------- | ----------------- | -------------- | -------- |
| D        | Melvin Ackun      | Servette       |          |
| A        | Iñaki Fernandez   | Stade Nyonnais |          |
| D        | Ferid Matri       | Espérance      |          |
| A        | Benjamin Besnard  | Stade Nyonnais |          |
| C        | Henrique Soares   | Servette U18   |          |
| C        | Rolling Iyeti     | Lancy          |          |
| C        | Tibert Pont       | Stade Nyonnais |          |
| D        | Damien Vanzo      | Urania Ginevra |          |
| D        | Alexandre Veuthey | Echallens      |          |

| Cessioni | Cessioni          | Cessioni            | Cessioni |
| R.       | Nome              | a                   | Modalità |
| -------- | ----------------- | ------------------- | -------- |
| D        | Nicolas Lhoneux   | Collex-Bossy        |          |
| D        | Gregoire Mvodo    | CS Interstar Genève |          |
| A        | Elias Kernou      | Urania Ginevra      |          |
| A        | Sada Bocar M'Baye | Urania Ginevra      |          |
| D        | Bećir Omeragić    | Servette U18        |          |
| D        | Manssour Thiam    | Urania Ginevra      |          |
| D        | Nicolas Virchaux  | Terre Sainte        |          |

## Risultati

### 1ª Lega

#### Girone di andata
| Arbitro: | Carrard |

|                            |           |                         |
| N'Silu 30’, 34’ Aïachi 58’ | Marcatori | 80’ Imbriaco 90’ Ferati |

| Arbitro: | Rosset |

|                                   |           |                             |
| Kernou 15’, 19’ Imbriaco 64’, 90’ | Marcatori | 35’ Schalbetter 45’ Ziegler |

| Arbitro: | Schelb |

|                                              |           |  |
| Diallo 26’ Paçarizi 29’ (rig.) Moussilou 70’ | Marcatori |  |

| Arbitro: | Huber |

|                                                          |           |                  |
| M'Baye 18’ Dugourd 47’, 71’, 86’ Ferati 54’ Imbriaco 60’ | Marcatori | 64’ (rig.) Wyder |

| Arbitro: | Dedukic |

|  |           |             |
|  | Marcatori | 65’ Rachane |

| Arbitro: | Ricci |

|                                     |           |                      |
| Dugourd 15’, 45’, 66’ Alaj 78’, 83’ | Marcatori | 2’ Diarra 86’ Nyangi |

| Arbitro: | von Mandach |

|                         |           |                         |
| Regakos 29’ Escorza 54’ | Marcatori | 41’, 78’ (rig.) Dugourd |

| Arbitro: | Werder |

|  |           |                                                     |
|  | Marcatori | 15’ Oyono 33’ Ferati 49’, 62’ Dugourd 60’, 82’ Kari |

| Arbitro: | Morais |

|                         |           |  |
| Imbriaco 8’ Dugourd 69’ | Marcatori |  |

| Arbitro: | Thies |

|                          |           |                             |
| Maciel 8’ Constantin 44’ | Marcatori | 52’ (rig.) Dugourd 82’ Kari |

| Arbitro: | Rosset |

|          |           |           |
| Kari 13’ | Marcatori | 89’ Nkufo |

| Arbitro: | Skalonja |

|                            |           |                         |
| Benhaddouche 8’ Nucera 88’ | Marcatori | 32’ (rig.), 82’ Dugourd |

| Arbitro: | Schmölzer |

|                                       |           |  |
| Fernandez 37’ Dugourd 44’ (rig.), 50’ | Marcatori |  |

#### Girone di ritorno
| Arbitro: | Staubli |

|             |           |                     |
| Dugourd 33’ | Marcatori | 51’ Vuzi 58’ Santos |

| Naters 28 marzo 2018, ore 20:00 CEST 15ª giornata              | Naters    | 3 – 0 referto | Étoile Carouge | Sportanlage Stapfen |
| \| \| \| \| \| Hrdlička 73’ Spahiu 79’, 90’ \| Marcatori \| \| |           |               |                |                     |
|                                                                |           |               |                |                     |
| Hrdlička 73’ Spahiu 79’, 90’                                   | Marcatori |               |                |                     |

| Arbitro: | Grundbacher |

|                                                |           |                                           |
| Robin 7’ Amdouni 55’ Besnard 59’ Fernandez 62’ | Marcatori | 24’ (rig.) Moussilou 60’ Valente 75’ Dias |

| Arbitro: | Werder |

|                                                    |           |                  |
| Trachsel 27’ Avdukic 40’, 79’ Fuhrer 54’, 67’, 71’ | Marcatori | 32’, 58’ Amdouni |

| Arbitro: | Rogalla |

|                          |           |             |
| Gabriele 28’ Ianigro 64’ | Marcatori | 90’ Besnard |

| Düdingen 7 aprile 2018, ore 17:30 CEST 19ª giornata | Düdingen     | 0 – 0 referto | Étoile Carouge | Birchhölzli (300 spett.)\| Arbitro: \| Kanagasingam \| |
| Arbitro:                                            | Kanagasingam |               |                |                                                        |

| Arbitro: | Dedukic |

|  |           |                                       |
|  | Marcatori | 5’ Jaquier 29’, 35’ Ndoye 90’ Mettler |

| Carouge 21 aprile 2018, ore 17:00 CEST 21ª giornata | Étoile Carouge | 0 – 0 referto | Portalban/Gletterens | Fontenette\| Arbitro: \| Skalonja \| |
| Arbitro:                                            | Skalonja       |               |                      |                                      |

| Arbitro: | Hürlimann |

|                        |           |             |
| Teixeira 14’ Kasai 48’ | Marcatori | 53’ Dugourd |

| Arbitro: | Staubli |

|          |           |              |
| Kari 86’ | Marcatori | 32’ Mehmetaj |

| Arbitro: | Gianforte |

|                                                  |           |                                                                   |
| Makonda 6’ Brahimi 69’ Ukehaxhaj 80’ Mutombo 88’ | Marcatori | 1’, 19’ Fernandez 9’ Kari 59’ Alaj 86’ Amdouni 90’ (rig.) Machado |

| Arbitro: | Michael Brunner |

|                                                               |           |           |
| Fernandez 12’ Alaj 14’, 54’ Kari 73’ Dugourd 84’ Avdulahi 90’ | Marcatori | 88’ Souni |

| Arbitro: | Ovcharov |

|            |           |                  |
| Dupuis 23’ | Marcatori | 77’, 90’ Dugourd |

## Statistiche

### Statistiche di squadra
| Competizione | Punti | In casa | In casa | In casa | In casa | In casa | In casa | In trasferta | In trasferta | In trasferta | In trasferta | In trasferta | In trasferta | Totale | Totale | Totale | Totale | Totale | Totale | DR  |
| Competizione | Punti | G       | V       | N       | P       | Gf      | Gs      | G            | V            | N            | P            | Gf           | Gs           | G      | V      | N      | P      | Gf     | Gs     | DR  |
| ------------ | ----- | ------- | ------- | ------- | ------- | ------- | ------- | ------------ | ------------ | ------------ | ------------ | ------------ | ------------ | ------ | ------ | ------ | ------ | ------ | ------ | --- |
| 1ª Lega      | 37    | 13      | 7       | 3       | 3       | 33      | 18      | 13           | 3            | 4            | 6            | 26           | 30           | 26     | 10     | 7      | 9      | 59     | 48     | +11 |
| Totale       | 37    | 13      | 7       | 3       | 3       | 33      | 18      | 13           | 3            | 4            | 6            | 26           | 30           | 26     | 10     | 7      | 9      | 59     | 48     | +11 |

### Andamento in campionato
| Giornata  | 1  | 2 | 3  | 4 | 5 | 6 | 7 | 8 | 9 | 10 | 11 | 12 | 13 | 14 | 15 | 16 | 17 | 18 | 19 | 20 | 21 | 22 | 23 | 24 | 25 | 26 |
| --------- | -- | - | -- | - | - | - | - | - | - | -- | -- | -- | -- | -- | -- | -- | -- | -- | -- | -- | -- | -- | -- | -- | -- | -- |
| Luogo     | T  | C | T  | C | C | C | T | T | C | T  | C  | T  | C  | C  | T  | C  | T  | T  | T  | C  | C  | T  | C  | T  | C  | T  |
| Risultato | P  | V | P  | V | P | V | N | V | V | N  | N  | N  | V  | P  | P  | V  | P  | P  | N  | P  | N  | P  | N  | V  | V  | V  |
| Posizione | 10 | 5 | 10 | 6 | 8 | 5 | 6 | 5 | 3 | 4  | 4  | 5  | 4  | 5  | 8  | 5  | 7  | 10 | 10 | 10 | 10 | 10 | 10 | 10 | 8  | 7  |

Legenda:

Luogo: C = Casa; T = Trasferta. Risultato: V = Vittoria; N = Pareggio; P = Sconfitta.

### Statistiche dei giocatori
| M. Ackun     | 7  | 0  | 1 | 0 |
| E. Alaj      | 25 | 5  | 2 | 0 |
| Z. Amdouni   | 13 | 4  | 0 | 0 |
| B. Avdulahi  | 20 | 1  | 1 | 0 |
| T. Bah       | 4  | 0  | 1 | 0 |
| B. Besnard   | 7  | 2  | 4 | 0 |
| B. Beuchat   | 22 | 0  | 5 | 0 |
| D. Dugourd   | 22 | 21 | 3 | 0 |
| J. Eyer      | 1  | 0  | 0 | 0 |
| I. Farhat    | 3  | 0  | 0 | 0 |
| A. Feghouli  | 0  | 0  | 0 | 0 |
| M. Ferati    | 9  | 3  | 2 | 0 |
| I. Fernandez | 5  | 3  | 2 | 0 |
| R. Fernandez | 25 | 2  | 3 | 0 |
| C. Guedes    | 23 | 0  | 2 | 0 |
| A. Haouhache | 2  | 0  | 0 | 0 |
| G. Imbriaco  | 11 | 5  | 2 | 0 |
| R. Iyeti     | 8  | 0  | 3 | 0 |
| H. Kari      | 23 | 7  | 3 | 1 |
| E. Kernou    | 11 | 2  | 1 | 0 |
| R. Kursner   | 8  | 0  | 1 | 1 |
| N. Lhoneux   | 1  | 0  | 0 | 0 |
| C. Liviero   | 2  | 0  | 0 | 0 |
| S. M'Baye    | 9  | 1  | 0 | 0 |
| M. Machado   | 5  | 1  | 0 | 0 |
| F. Matri     | 8  | 0  | 3 | 0 |
| G. Mvodo     | 0  | 0  | 0 | 0 |
| A. Ndiaye    | 0  | 0  | 0 | 0 |
| A. Oyono     | 14 | 1  | 2 | 0 |
| T. Pont      | 8  | 0  | 0 | 0 |
| L. Reymond   | 17 | 0  | 2 | 0 |
| J. Ribeiro   | 7  | 0  | 0 | 0 |
| K. Robin     | 20 | 1  | 6 | 0 |
| F. Schmocker | 0  | 0  | 0 | 0 |
| V. Simoes    | 0  | 0  | 0 | 0 |
| H. Soares    | 0  | 0  | 0 | 0 |
| N. Staffieri | 3  | 0  | 0 | 0 |
| M. Thiam     | 2  | 0  | 0 | 0 |
| D. Vanzo     | 8  | 0  | 1 | 0 |
| A. Veuthey   | 7  | 0  | 2 | 0 |
| N. Virchaux  | 1  | 0  | 1 | 0 |